# Odontomantis
Odontomantis es un género de mantis de la subfamilia Acromantinae. Tiene 16 especies:

## Especies
- Odontomantis brachyptera
- Odontomantis buehleri
- Odontomantis chayuensis
- Odontomantis euphrosyne
- Odontomantis foveafrons
- Odontomantis hainana
- Odontomantis laticollis
- Odontomantis longipennis
- Odontomantis micans
- Odontomantis montana
- Odontomantis monticola
- Odontomantis nigrimarginalis
- Odontomantis parva
- Odontomantis planiceps
- Odontomantis rhyssa
- Odontomantis xizangensis